# 章元勳
章元勳（1965年6月—），中華民國陸軍中將，曾任國防部總督察長室總督察長（114/7/1退役），陸軍十軍團指揮官、陸軍司令部參謀長、陸軍馬防部指揮官、陸軍八軍團副指揮官、國防部戰規司建軍處長、駐新加坡共和國武官等職。
陸軍官校正56期畢業，76年班，駐外武官出身，暱稱「型男中將」。為前參謀總長霍守業上將、國防部長高華柱拔擢的愛將，在過往有駐外經歷，英語能力優異，跟美方互動良好。